# Plan 4 (Weimar)

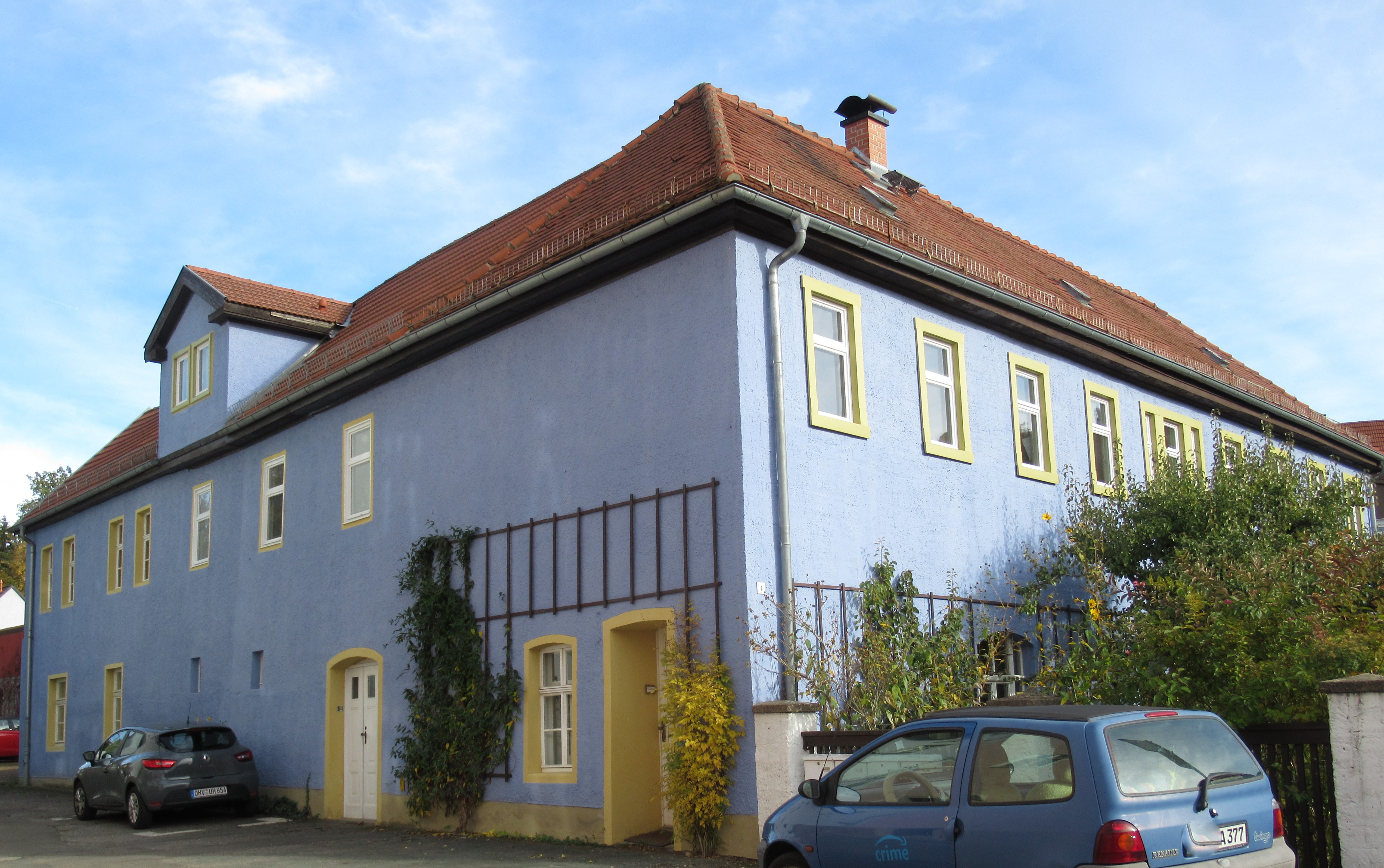
Haus Plan 4

Das Haus Plan 4 im Weimarer Ortsteil Oberweimar gehörte einst zur Öl- und Papiermühle. Der Papierbach trieb von 1546 bis 1925 die Papiermühle (Plan 6b) in Oberweimar an, wo in dieser Zeit Papier produziert wurde. Im Haus Plan 4 wohnten die Papiermüller. Von 1356 bis 1546 war sie Ölmühle.
Wer diese Papiermüller waren, ist durch die Monographie von Gerhard Buchmann über die Geschichte der Oberweimarer Papiermacher bekannt. Überhaupt sind für die Papiermühlen in Thüringen die Besitzfolgen erschlossen.
Die Papiermühle wurde 1546 durch Friedrich dem Weisen errichtet. Es ereignete sich 1613 die sogenannte Thüringer Sintflut die auch die den Bereich des Plans in Mitleidenschaft zog, jedoch diese im Wesentlichen selbst unbeschadet blieb, sodass die Mühle selbst unbeschadet blieb. Das Gebäude stammt nicht aus der Bauzeit der Mühle, die zwischenzeitlich mehrfach abgebrannt war und neu errichtet wurde. Das geschah 1762, 1842 und 1876. Dieses ist ein Ziegelbau. Es hat mehrere Umbaumaßnahmen gegeben. Bemerkenswert ist der Zwerchgiebel. So jedenfalls wie Franz Jäde auf einem Aquarell 1860 die Papiermühle und damit auch das Wohnhaus der Papiermüller erfasste, sieht es nicht mehr aus. Die Dachgauben sind verschwunden. Auch der Speicherbau, ist um ein Stockwerk reduziert, der Dachstuhl durchgängig Der Zwerchgiebel, den es auch auf der Hofseite gibt, war bei Franz Jäde 1860 auch noch nicht da. Sonst hätte er ihn mit dargestellt. Das war wohl eine Folge der erwähnten Brände.
Es befand sich hier einmal eine Woll- und Seidenwarenfabrik. Da war die alte Papiermühle längst nicht mehr in Betrieb, sodass auch keine Papiermüller hier noch wohnten. Diese gab es unter den Gebrüdern Güssow bereits 1888, die sie dort begründeten.
Dieses Haus am Plan wurde während des Nationalsozialismus als Ghettohaus missbraucht. Dieses ist zwar bekannt, wird auch genannt. Eine Aufarbeitung, die ein etwa jener des Brühl 6 beziehungsweise Belvederer Allee 6 in Weimar entsprechen würde, ist bislang noch nicht erfolgt. Es wird in diesen Zusammenhängen lediglich kurz erwähnt. Eine Gedenktafel ist hier auch im Unterschied zu den beiden anderen genannten bislang nicht angebracht worden. Stolpersteine gibt es hier auch nicht. Was auch wenig bekannt ist, dass hier zuvor ein Postamt drin war. Dieses war ein Zweigpostamt des Postamt 4, das zu der Zeit in der Musäusstraße war. Es wurde demnach zu diesem Zwecke umfunktioniert.
Zu DDR-Zeiten hatte hier die Produktionsgenossenschaft des Handwerks (PGH) „Aufbau“ ihren Sitz. Heute wird es u. a. als Bürogebäude u. a. für Architekten, aber auch zumindest ein Teil davon als Nachtclub genutzt.
Das Haus am Plan 4 steht auf der Liste der Kulturdenkmale in Weimar (Ortsteile) und auf der Liste der Kulturdenkmale in Oberweimar (Thüringen).